# Lepiscelus distans
Lepiscelus distans là một loài tò vò trong họ Ichneumonidae.